# 몬테레이 공과대학교
몬테레이 공과대학교(스페인어: Instituto Tecnológico y de Estudios Superiores de Monterrey, 영어: Monterrey Institute of Technology and Higher Education)는 남녀 공학 사립대학이며, 여러 캠퍼스를 포함한 라틴 아메리카에서 가장 큰 대학 중의 하나이다. 학생 숫자는 고등학교, 학부, 대학원의 학생을 합쳐 91,000명 정도이다. 멕시코 몬테레이에 기반을 둔 이 대학교는 33캠퍼스가 25개 도시에 산재해 있다. 몬테레이 공과대학교는 지역 사업가 에우헤니오 가르사 사다(Eugenio Garza Sada)에 의해 1943년 가을에 설립됐다.